# Cházár András utca
A Cházár András utca Budapest XIV. kerületének egyik mellékutcája. Az Ajtósi Dürer sor és az Istvánmezei út között húzódik. Nevét 1953-ban Cházár András (1745–1816) ügyvédről, megyei főjegyzőről kapta, aki a váci siketnéma intézet létrehozásának kezdeményezője volt.

## Története
1879-ben kapta a Bálint utca nevet, ekkor a VII. kerülethez tartozott. 1923-tól Szent Domonkos utca volt a neve. 1935. június 15-én az újonnan létrehozott XIV. kerület része lett. 1953-ban kapta mai nevét Cházár Andrásról. Az Ajtósi Dürer sor és az Istvánmezei út között húzódó utca Istvánmező városrészhez tartozik.

### Híres lakói
- Bauer Emil (1883–1956) építész (18.)
- Gádor István (1891–1984) Kossuth-díjas keramikus (18.)
- Gádor Magda (1924) Munkácsy Mihály-díjas szobrász (18.)
- Harmat Artúr (1885–1962) egyházi zeneszerző, a Zeneakadémia tanára, karnagy (19.)
- Illés Sándor (1914–2009) újságíró, költő, író, műfordító (18.)
- Nagy Sándor (1923–2017) Munkácsy Mihály-díjas szobrász (18.)

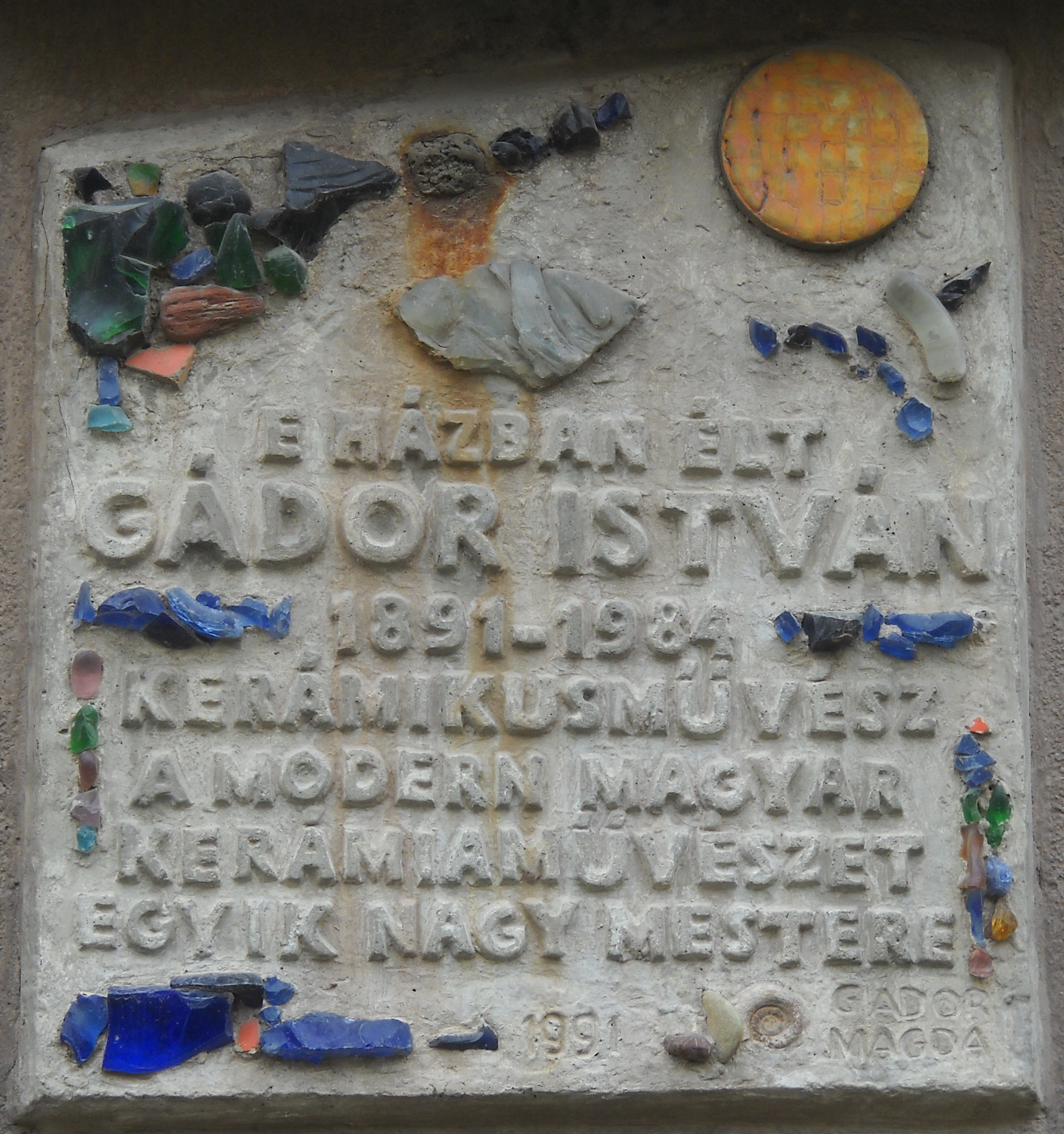
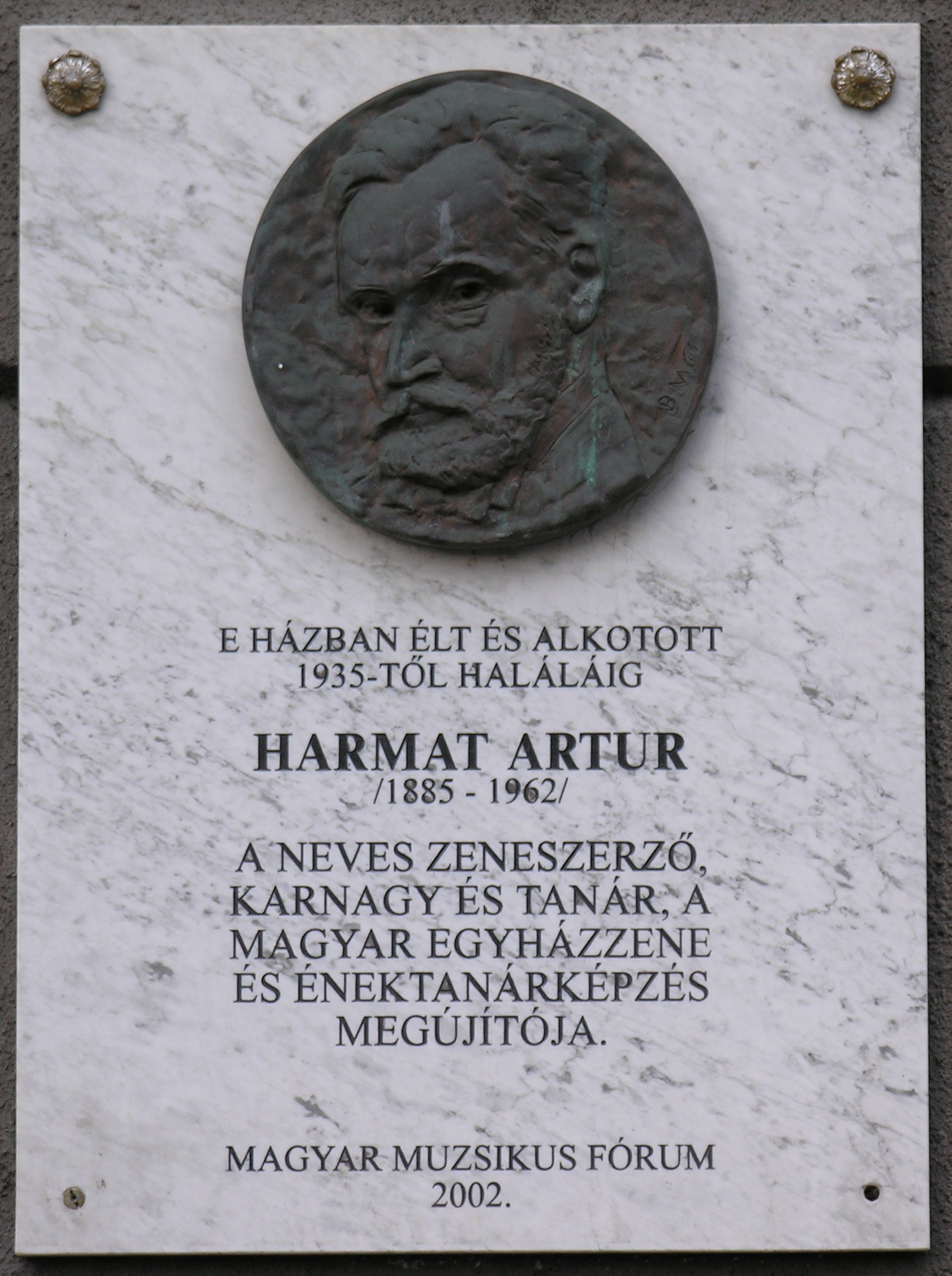

## Épületei
1. – Récsei Center
1930-ban épült Hültl Dezső és Mihailich Győző tervei szerint. Egykori buszgarázs – ma lakópark – a Puskás Aréna és a Thököly út közötti területen fekszik.
3. –  Gyermekház Iskola Cházár András utcai Telephelye
Az épületben található a Gyermekház iskola Cházár András utcai telephelye.
5. – Villa
1905-ben épült villa Matouschek Ferenc és Rákos Manó tervei alapján. Az épületben volt Rákos Manó és Valkó László szobrászműhelye.
9. – Villa
1909-ben épült villa Matouschek Ferenc tervei alapján.
10. – Radnóti Miklós Általános Iskola és Gimnázium
Az épületet Lajta Béla tervezte art déco stílusban. Végleges arculatát Hegedűs Ármin készítette el. 1912-ben kezdték el építeni, de 1914-ben a világháború miatt félbemaradt a munka. 1919-ben a félig kész épületben kezdődött el a tanítás. Hivatalosan 1931-ben került átadásra az akkor Pesti Izraelita Hitközség Fiú- és Leánygimnáziumnak hívott iskola. 1948-ban államosították. 1959-ben vette fel Radnóti Miklós nevét. 1961-től gyakorló gimnázium.
13. – Egykori Postaaltisztek és Szolgák Otthona
1908-ban épült az egykori Postaaltisztek Otthona Löffler S. Sándor tervei szerint.
15. – Villa
1910-ben épült villa ifj. Ray Rezső tervei alapján Kabódy Károlynak, a MÁV főmérnöke részére.
18. – Lakóépület
1906-tól az építkezés megkezdésig itt működött az Uhry Karosszériagyár műhelye, amely autóbuszairól volt ismert. A lakóépület 1914-ben épült Bauer Emil és Guttmann Gyula tervei alapján a Vasúti tisztviselők Bálint utcai villaszövetkezetének részére. A házban élt Bauer Emil (1883–1956) építész, Gádor István (1891–1984) kerámiaművész, lánya Gádor Magda (1924) és a férje Nagy Sándor (1923–2017) szobrászművészek.